# Joseph F. Johnston
Joseph Forney Johnston, född 23 mars 1843 i Lincoln County, North Carolina, död 8 augusti 1913 i Washington, D.C., var en amerikansk demokratisk politiker och affärsman. Han var den 30:e guvernören i delstaten Alabama 1896-1900. Han representerade Alabama i USA:s senat från 1907 fram till sin död.
Johnston deltog i amerikanska inbördeskriget i Amerikas konfedererade staters armé och befordrades till kapten. Han studerade sedan juridik och inledde 1866 sin karriär som advokat i Selma. Han var verkställande direktör för Alabama National Bank 1884-1894. Han var dessutom verksam inom järn- och stålindustrin.
Johnston efterträdde 1896 William C. Oates som guvernör. Han efterträddes fyra år senare av William J. Samford.
Senator Edmund Pettus avled 1907 i ämbetet. Johnson efterträdde Pettus i senaten och avled själv sex år senare i ämbetet. Han efterträddes av Francis S. White.
Johnstons grav finns på Elmwood Cemetery i Birmingham, Alabama.